# 47-й отдельный гвардейский танковый полк прорыва
47-й отде́льный гварде́йский тяжёлый та́нковый Жито́мирский Краснознамённый по́лк проры́ва — воинское подразделение Вооружённых сил СССР в Великой Отечественной войне.
Сокращённое наименование — 47-й гв. оттп.

## Формирование и организация
Сформирован в октябре 1942 г. на основании Директивы НКО № 1104862 от 09.10.1942 г. в Горьком на базе 156-й тбр. Срок готовности — 25 октября 1942 г.
Летом 1943 г. перешел на обычные, не тяжелые штаты и включен в состав 9-го мехкорпуса.
В июле 1944 г. содержался по штату № 010/464
6 сентября 1944 г. — переформирован в 383-й гв. самоходно-артиллерийский полк.

## Подчинение
В составе действующей Армии:
- с 08.01.1943 по 07.02.1943
- с 14.06.1943 по 01.08.1943
- с 15.09.1943 по 06.09.1944

| Дата            | Фронт (округ)            | Армия                        | Корпус                      | Дивизия | Бригада | Примечания |
| --------------- | ------------------------ | ---------------------------- | --------------------------- | ------- | ------- | ---------- |
| 01.12.1942 года | Московский Военный Округ |                              |                             |         |         |            |
| 01.01.1943 года | РВГК                     |                              |                             |         |         |            |
| 01.02.1943 года | Донской фронт            | 65 Армия                     |                             |         |         |            |
| 01.03.1943 года | Московский Военный Округ |                              |                             |         |         |            |
| 01.03.1943 года | РВГК                     |                              |                             |         |         |            |
| 01.04.1943 года | РВГК                     |                              |                             |         |         |            |
| 01.05.1943 года | РВГК                     |                              |                             |         |         |            |
| 01.06.1943 года | Московский Военный Округ |                              |                             |         |         |            |
| 01.07.1943 года | Воронежский фронт        |                              |                             |         |         |            |
| 01.08.1943 года | РВГК                     |                              |                             |         |         |            |
| 01.09.1943 года | Московский Военный Округ |                              | 9-й механизированный корпус |         |         |            |
| 01.10.1943 года | Воронежский фронт        | 3 Гвардейская танковая армия | 9-й механизированный корпус |         |         |            |
| 01.11.1943 года | 1-й Украинский фронт     | 3 Гвардейская танковая армия | 9-й механизированный корпус |         |         |            |
| 01.12.1943 года | 1-й Украинский фронт     | 3 Гвардейская танковая армия | 9-й механизированный корпус |         |         |            |
| 01.01.1944 года | 1-й Украинский фронт     | 3 Гвардейская танковая армия | 9-й механизированный корпус |         |         |            |
| 01.02.1944 года | 1-й Украинский фронт     | 3 Гвардейская танковая армия | 9-й механизированный корпус |         |         |            |
| 01.03.1944 года | 1-й Украинский фронт     | 3 Гвардейская танковая армия | 9-й механизированный корпус |         |         |            |
| 01.04.1944 года | 1-й Украинский фронт     | 3 Гвардейская танковая армия | 9-й механизированный корпус |         |         |            |
| 01.05.1944 года | 1-й Украинский фронт     | 3 Гвардейская танковая армия | 9-й механизированный корпус |         |         |            |
| 01.06.1944 года | 1-й Украинский фронт     | 3 Гвардейская танковая армия | 9-й механизированный корпус |         |         |            |
| 01.07.1944 года | 1-й Украинский фронт     | 3 Гвардейская танковая армия | 9-й механизированный корпус |         |         |            |
| 01.08.1944 года | 1-й Украинский фронт     | 3 Гвардейская танковая армия | 9-й механизированный корпус |         |         |            |
| 01.09.1944 года | 1-й Украинский фронт     | 3 Гвардейская танковая армия | 9-й механизированный корпус |         |         |            |

## Боевой и численный состав полка
Сформирован по штату № 010/267 (прорыва численностью 214 человек в составе 21 танка КВ-1С или английских тяжелых танков MK.VI «Черчилль».)
Организация
- Управление полка
  - Штаб полка
  - Взвод управления — 1 танк
  - Техническая часть
  - Партийно-политический аппарат
  - Хозяйственное снабжение
  - Взвод автоматчиков
  - Полевой медицинский пункт
- 1-я танковая рота (5 танков)
  - Командование — 1 танк
  - Танковый взвод — 2 танка
  - Танковый взвод — 2 танка
- 2-я танковая рота (5 танков)
  - Командование — 1 танк
  - Танковый взвод — 2 танка
  - Танковый взвод — 2 танка
- 3-я танковая рота (5 танков)
  - Командование — 1 танк
  - Танковый взвод — 2 танка
  - Танковый взвод — 2 танка
- 4-я танковая рота (5 танков)
  - Командование — 1 танк
  - Танковый взвод — 2 танка
  - Танковый взвод — 2 танка
- Рота технического обеспечения
  - Командование
  - Ремонтный взвод
  - Транспортный взвод
  - Хозяйственное отделение

Численный состав:
| дата          | объединение                   | Личный состав | Типы танков (исправных/неисправных) | Всего | Примечание                                |
| 28.12.1942 г. | Донской фронт                 | 218           | 21 MK -IV                           | 21    | ЦАМО РФ. ф. 38, оп. 11373, д. 150         |
| 09.03.1943 г. | 65 А Донского фронта          |               | 21 MK -IV                           | 21    | ЦАМО РФ. ф. 38, оп. 11373, д. 150         |
| 10.06.1943 г. | 2 гвардейский танковый корпус |               | 21 MK -IV                           | 14    | Отчет о боевых действиях в районе Коломыи |

## Боевой путь

### 1943
Летом 1943 г., после завершения обучения в Военной академии бронетанковых войск имени И.В. Сталина, гвардии подполковник Адильбеков Г.А. — командир отдельного гвардейского 47-го танкового полка прорыва. В августе полк вошел в состав 3-й гвардейской танковой армии Рыбалко П.С. и подчинен 9-му мехкорпусу. Герой Советского Союза (1943), генерал-майор танковых войск, командир 9-го механизированного корпуса Малыгин К.А. вспоминал:

«Среди танковых полков передовыми сразу же стали 47-й гвардейский подполковника Г.А. Адильбекова…»

По мере развития Сумско-Прилукской фронтовой наступательной операции к исходу 21 сентября 1943 г. 47-й отдельный гвардейский танковый полк Галия Адильбековича в составе передовых частей 3-й гвардейской танковой армии генерал-лейтенанта П.С. Рыбалко, наступавших с севера и северо-востока, прорвались к Днепру. С 23 сентября советские войска вели ожесточённые бои за удержание и расширение Букринского плацдарма. Бои за Букринский плацдарм вошли в историю, как одна из самых кровавых операций такого рода. На захваченном клочке земли правобережного Днепра вспыхнули нарастающие по накалу бои. В октябре 1943 года с Букринского плацдарма дважды предпринималось наступление советских войск с целью освобождения Киева, но безуспешно. 21.10.1943 г. на Букринском плацдарме при форсировании Днепра и освобождении Киева, вблизи хутора Луковицы на Украине в бою во главе танковой атаки погиб гвардии подполковник Г.А. Адильбеков — на момент гибели единственный из представителей народов Центральной Азии в звании гвардии подполковника — командира отдельного гвардейского танкового полка.
Маршал Якубовский И.И. писал:

«Судьба потом свела нас на днепровских рубежах. Галий Адильбекович командовал гвардейским танковым полком. Глубоко убежден…если бы не героическая гибель 21-го октября 1943-го, офицер бы вырос до крупного военачальника и совершил много славных боевых дел.»

Гвардии подполковник Адильбеков Г.А. захоронен в братской могиле в с. Луковицы Переяславского района Киевской области на Украине. В школе создан музей боевой славы, где бережно хранится память о командире Адильбекове Г.А.
Из письма учителя школы Н.А. Вересоцкого, который занимался сбором материалов о боях за форсирование Днепра и организацией музея боевой славы в школе:

«…После получения письма занимался расспросами колхозников хутора Луковицы и уточнил: отца вашего хорошо знают старожилы хутора. По материалам фронтовых газет, опубликованных в то время, которые теперь экспонируются в музее, можем сообщить следующее: участвуя в Великой Отечественной войне против германского фашизма, с первых ее дней подполковник Адильбеков показал образцы мужества, решительности и отваги. Не считаясь ни с какими опасностями, он всегда находился на самых ответственных участках и своей волей, решительностью, примером добивался успеха в боях. При форсировании Днепра товарищ Адильбеков погиб смертью храбрых. За умелое руководство танковыми частями, за проявленную личную храбрость и отвагу подполковник Адильбеков посмертно награжден высокой правительственной наградой — орденом Красного Знамени».»

Это письмо прислал дочери Адильбекова Николай Александрович Вересоцкий 30 января 1960 года. Второе письмо от дружины имени Зои Космодемьянской.

«Танк, на котором был ваш отец, вошел первым в наш хутор и освободил его от фашистов. Высылаем фото могилы вашего отца. На фотографии наш директор школы Николай Александрович. Братская могила, как видите, расположена на красивом месте. Каждую весну здесь цветут яркие цветы. Комсомольцы ремонтируют ограду, памятник и красную звездочку. Здесь же растет молодой красивый тополек, а внизу, за селом, катит свои воды Днепр».

В окружном доме офицеров г. Алматы, в музее, созданным В.И. Панфиловой — дочерью легендарного комдива, Галию Адильбековичу посвящен отдельный стенд. Аимкан Чупекова, ставшая в последующем заведующей Военно-историческим музеем Министерства обороны Республики Казахстан писала, что его короткий, но яркий и славный боевой путь должен служить примером для молодежи…

## Командный состав полка

### Командиры полка
- Шевченко Марк Терентьевич, полковник, 00.05.1943 — 21.08.1943 года[3]
- Адильбеков, Галий Адильбекович, подполковник (убит 21.10.1943 — ОБД)[4]
- Лаптев Александр Иванович, подполковник, 00.10.1943 года[5][6]
- Веремей Иван Николаевич, подполковник, на 06.1944 — 07.1944 года[7]

### Начальники штаба полка
- Ионов, капитан, (убит 21.10.1943, вместе в командиром полка)
- Мережкин Василий Иванович, майор, на 06.1944 года[8]
- Фомин Виктор Александрович, гвардии майор, на 09.1944 года.[9][10]

### Заместитель командира полка по строевой части
- Ковинский Алексей Данилович, на 06.1944 года[11]

### Заместитель командира по политической части
- Спрыгин Владимир Георгиевич, гвардии майор, на 06.1944 года.[12]

## Награды и наименование
| Награда                             | Дата                                                          | За что получена |
| ----------------------------------- | ------------------------------------------------------------- | --- |
| Почётное звание«Гвардейский»        | Директивой ГШКА № Орг/3/305512 от 13.02.1944                  | При формировании |
| Почетное наименование «Житомирский» | Приказ Верховного Главнокомандующего 13 ноября 1943 года № 39 | В ознаменование одержанной победы соединениям и частям, отличившимся в боях за освобождение города Житомир                                           |
| Орден Красного Знамени              | Указ Президиума ВС СССР от 10.08.1944                         | За образцовое выполнение заданий командования в боях с немецкими захватчиками, за овладение городом Львов и проявленные при этом доблесть и мужество |

## Отличившиеся воины
| Награда | Ф.И.О | Должность | Звание | Дата награждения и номер документа награждении | Примечания |
| ------- | ----- | --------- | ------ | ---------------------------------------------- | ---------- |
|         |       |           |        |                                                |            |